# Notharchus swainsoni
Notharchus swainsoni là một loài chim trong họ Bucconidae.